# 극장판 공룡메카드: 타이니소어의 섬
《공룡메카드: 타이니소어의 섬》(중국어: 盟卡車神 龍獸覺醒 守護龍獸島)은 2019년 1월 10일 개봉한 대한민국의 애니메이션 작품이다.

## 등장인물

### 주연
- 나용찬
- 강우람
- 루이킴
- 초신비
- 홍유미
- 티라라
- 수오
- 안경준

### 조연
- 장세모
- 공박사
- 코리리

### 악역
- 제이

## 등장 타이니소어 및 관련 메카

### 타이니소어
- 티라노 (속성: 날카로움) (카드: 4종)
- 트리케라 (속성: 단단함) (카드: 4종)
- 브라키오 (속성: 단단함) (카드: 4종)
- 스테고 (속성: 단단함) (카드: 4종)
- 파키케 (속성: 단단함) (카드: 4종)
- 프테라 (속성: 민첩함) (카드: 4종)
- 크로노 (속성: 민첩함) (카드: 4종)
- 옵탈모 (속성: 민첩함) (카드: 4종)
- 니쿠스 (속성: 날카로움) (카드: 4종)
- 사이카 (속성: 단단함) (카드: 4종)
- 플레시오 (속성: 민첩함) (카드: 4종)
- 미크로 (속성: 민첩함) (카드: 4종)
- 람베오 (속성: 단단함) (카드: 4종)
- 파키리노 (속성: 단단함) (카드: 4종)
- 안킬로 (속성: 단단함) (카드: 4종)
- 딜로포 (속성: 날카로움) (카드: 4종)
- 수쿠스 (속성: 날카로움) (카드: 4종)
- 스피노 (속성: 날카로움) (카드: 4종)
- 카르노 (속성: 날카로움) (카드: 4종)
- 살타 (속성: 단단함) (카드: 4종)
- 펜타 (속성: 단단함) (카드: 4종)
- 알로 (속성: 날카로움) (카드: 4종)
- 암모 (속성: 민첩함) (카드: 4종)
- 모사 (속성: 민첩함) (카드: 4종)
- 아노말로 (속성: 민첩함) (카드: 4종)
- 모놀로포 (속성: 날카로움) (카드: 4종)
- 파라사 (속성: 단단함) (카드: 4종)
- 케찰코 (속성: 민첩함) (카드: 4종)
- 수코미 (속성: 날카로움) (카드: 4종)
- 델타 (속성: 날카로움) (카드: 4종)
- 테리지노 (속성: 날카로움) (카드: 4종)
- 사우로 (속성: 단단함) (카드: 4종)
- 친타오 (속성: 단단함) (카드: 4종)
- 아르켈론 (속성: 민첩함) (카드: 4종)
- 디메트로돈 (속성: 날카로움) (카드: 4종)
- 에이니오 (속성: 단단함) (카드: 4종)
- 아크로칸토 (속성: 날카로움) (카드: 4종)
- 디모르 (속성: 민첩함) (카드: 4종)
- 매머드 (속성: 단단함) (카드: 4종)
- 사스타 (속성: 민첩함) (카드: 4종)
- 오우라노 (속성: 단단함) (카드: 4종)
- 니게르 (속성: 단단함) (카드: 4종)
- 프시타코 (속성: 단단함) (카드: 4종)
- 카르카로 (속성: 날카로움) (카드: 4종)
- 둔클레오 (속성: 민첩함) (카드: 4종)
- 드라코렉스 (속성: 단단함) (카드: 4종)
- 아르마딜로 (속성: 날카로움) (카드: 4종)
- 투판닥 (속성: 민첩함) (카드: 4종)
- 케이루스 (속성: 날카로움) (카드: 4종)
- 힐라에오 (속성: 단단함) (카드: 4종)
- 기가노토 (속성: 날카로움) (카드: 4종)
- 디플로 (속성: 단단함) (카드: 4종)
- 카이/프로가맨더 (속성: 날카로움/단단함/민첩함) (카드: 8종(카이: 4종. 프로가맨더: 4종))

### 캡처카
- 알키온 (나용찬의 캡처카) (성별: ♂)
- 티톤 (강우람의 캡처카) (성별: ♂)
- 아렌 (루이킴의 캡처카) (성별: ♂)
- 데본느 (초신비의 캡처카) (성별: ♀)
- 하딘 (홍유미의 캡처카 → 제이의 캡처카 → 홍유미의 캡처카) (성별: ♂)
- 칼로비스 (티라라의 캡처카) (성별: ♂)
- 스테노 (수오의 캡처카) (성별: ♂)
- 카브 (안경준의 캡처카) (성별: ♂)
- 실루아 (홍유미의 캡처카) (성별: ♀)

### 슬로프
- 메가티라노 (성별: ♂) (변신 형태: 티라노사우루스)
- 메가트리케라 (성별: ♂) (변신 형태: 트리케라톱스)
- 메가스피노 (성별: ♂) (변신 형태: 스피노사우루스)

수오의 환영에서 그에게 절했던 동물들 아프리카 코끼리, 얼룩말, 미국들소, 기린,   야크, 큰쿠두,  무스탕, 톰슨가젤, 타조, 사자, 벵골호랑이, 치타, 스라소니, 재규어, 정글살쾡이, 미어캣, , 코요테, 페넥여우, 하마, 검은코뿔소, 아닥스.

## 목소리 출연
- 안현서: 나용찬
- 한신: 알키온, 토파
- 서유리: 홍유미, 프테라
- 정선혜: 안경준, 아기공룡
- 소정환: 강우람, 하딘
- 김은아: 장세모, 코리리
- 홍범기: 공박사, 카이
- 양정화: 수오, 다이아
- 민승우: 티톤, 테리지노
- 심규혁: 루이킴, 카브
- 정혜원: 초신비, 람베오
- 김장: 제이
- 정주원: 아렌, 메가스피노
- 조세령: 데본느
- 여민정: 티라라, 실루아
- 홍진욱: 칼로비스, 스피노, 암모
- 이장원: 스테노
- 손수호: 메가트리케라
- 엄상현: 티라노, 앤트
- 김서영: 트리케라
- 이준 (배우): 딱정벌레목, 거미, 뱀

## 제작진
- 총감독: 최신규
- 감독: 유재운
- 각본: ATSUSHI
- 제작: 최종일, 김선태, 이남훈, 심혜원
- 촬영: 한국주
- 음악: 김정아
- 편집: 고재식
- 음향: 김학래, 김세광, 조일오
- 미술: 봉하권
- 특수효과: 박환수, 김석원
- 기타: 유봉현, 엄익현, 김영훈, 임채길, 김다인, 정미영, 지태욱, 김민준
- 기획: 이노션월드와이드, 손오공
- 제작: ㈜희원엔터테인먼트
- 배급: 씨네그루(주)키다리이엔티
- 제공: 조이앤시네마, ㈜희원엔터테인먼트, ㈜초이락컨텐츠팩토리
- 공동제공: (주)케이알씨지, 씨네그루(주)키다리이엔티

## 같이 보기
- 공룡킹 어드벤처
- 헬로 카봇
- 내 친구 코리리
- 라이온 킹 (2019년 영화)
- 로미오와 줄리엣
- 슈퍼 마리오 브라더스 (영화)
- 쿵푸 팬더

1. ↑  김연경 (2010년 5월). “환경과 인간: 페테르부르크 생리학과 젊은 도스토예프스키”. 《러시아연구》 20 (1): 73–104. doi:10.22414/rusins.2010.20.1.73. ISSN 1229-1056.